# Blind-Pellestjärnarna (Rogsta socken, Hälsingland)
Blind-Pellestjärnarna är en sjö i Hudiksvalls kommun i Hälsingland och ingår i Harmångersån-Delångersåns kustområde.